# Venezuelida polylepiana
 (novembre 2019).
Genre
Espèce
Venezuelida polylepiana, unique représentant du genre Venezuelida, est une espèce de collemboles de la famille des Neanuridae.

## Distribution
Cette espèce est endémique de l'État de Mérida au Venezuela. Elle se rencontre vers 3 700 m d'altitude sur le Páramo de Mucubají dans la cordillère de Mérida.

## Description
La femelle holotype mesure 1,73 mm et le mâle paratype 1,21 mm.

## Publication originale
- Díaz & Najt, 1995 : Collemboles (Insecta) des Andes Vénézuéliennes. Bulletin du Muséum National d'Histoire Naturelle Section A Zoologie Biologie et Ecologie Animales, vol. 16, no 2/4, p. 417-435.